# Condado de Montgomery (Mississippi)
O Condado de Montgomery é um dos 82 condados do estado norte-americano do Mississippi. A sua sede de condado é Winona, que é também a sua maior cidade.
O condado tem uma área de 1057
km² (dos quais 3 km² estão cobertos por água), uma população de 10 925 habitantes, e uma densidade populacional de 12 hab/km² (segundo o censo nacional de 2010). O condado foi fundado em 1871 e o seu nome é uma homenagem a Richard Montgomery (1738 – 1775), militar nascido na Irlanda, que serviu no Exército Britânico e se tornou depois brigadeiro-general no Exército Continental durante a Guerra de Independência dos Estados Unidos, famoso por ter liderado a falhada invasão do Canadá em 1775.